# Râle d'eau
Vous lisez un « article de qualité » labellisé en 2013.
Rallus aquaticus
Espèce
Statut de conservation UICN

 LC  : Préoccupation mineure
Le Râle d'eau (Rallus aquaticus) est une espèce d'oiseaux de la famille des rallidés. L'adulte mesure de 23 à 28 cm de long et a, comme les autres râles, un corps aplati latéralement lui permettant de se frayer plus facilement un chemin dans les roselières, son habitat préférentiel. Ses parties supérieures sont brunes et ses parties inférieures gris-bleu. Il a des rayures noires sur les flancs, de longs orteils, une courte queue et un long bec rougeâtre. Les jeunes sont similaires aux adultes, mais la partie gris-bleu du plumage de l'adulte est chamoisée chez les jeunes. Les nouveau-nés sont couverts d'un duvet noir, comme chez tous les autres râles.
Le Râle d'eau est omnivore, mais se nourrit principalement de petits animaux. Il se reproduit dans les roselières et autres zones marécageuses disposant d'une végétation haute et dense. Il y construit son nid, juste au-dessus du niveau de l'eau, avec diverses plantes collectées à proximité. Les œufs, de couleur écrue, sont principalement couvés par la femelle et éclosent après 19 à 22 jours d'incubation. La femelle défend ses œufs en chassant les intrus ou même parfois en déplaçant le nid. Mâles et femelles sont des oiseaux territoriaux, qui peuvent se montrer agressifs tout au long de l'année. Les jeunes oiseaux sont matures à un an, et les femelles peuvent dès lors pondre deux fois par saison.
L'espèce vit dans les zones humides d'Europe, d'Asie et d'Afrique du Nord. C'est un oiseau migrateur dans le nord et l'est de son aire de répartition, mais on le rencontre toute l'année dans les zones à climat plus tempéré. Le Râle d'eau compte trois sous-espèces reconnues, dont une est aujourd'hui éteinte. Le Râle à joues brunes a longtemps été considéré comme une sous-espèce du Râle d'eau, mais a désormais le statut d'espèce à part entière. Le Râle d'eau est victime des inondations et du gel, de la perte de son habitat et de la prédation des mammifères et des grands oiseaux. Le Vison d'Amérique, introduit en Europe, l'a exterminé sur certaines îles, mais l'espèce a une aire de répartition suffisamment vaste et une population assez nombreuse pour ne pas être considérée en danger.

## Description

### Mensurations et plumage

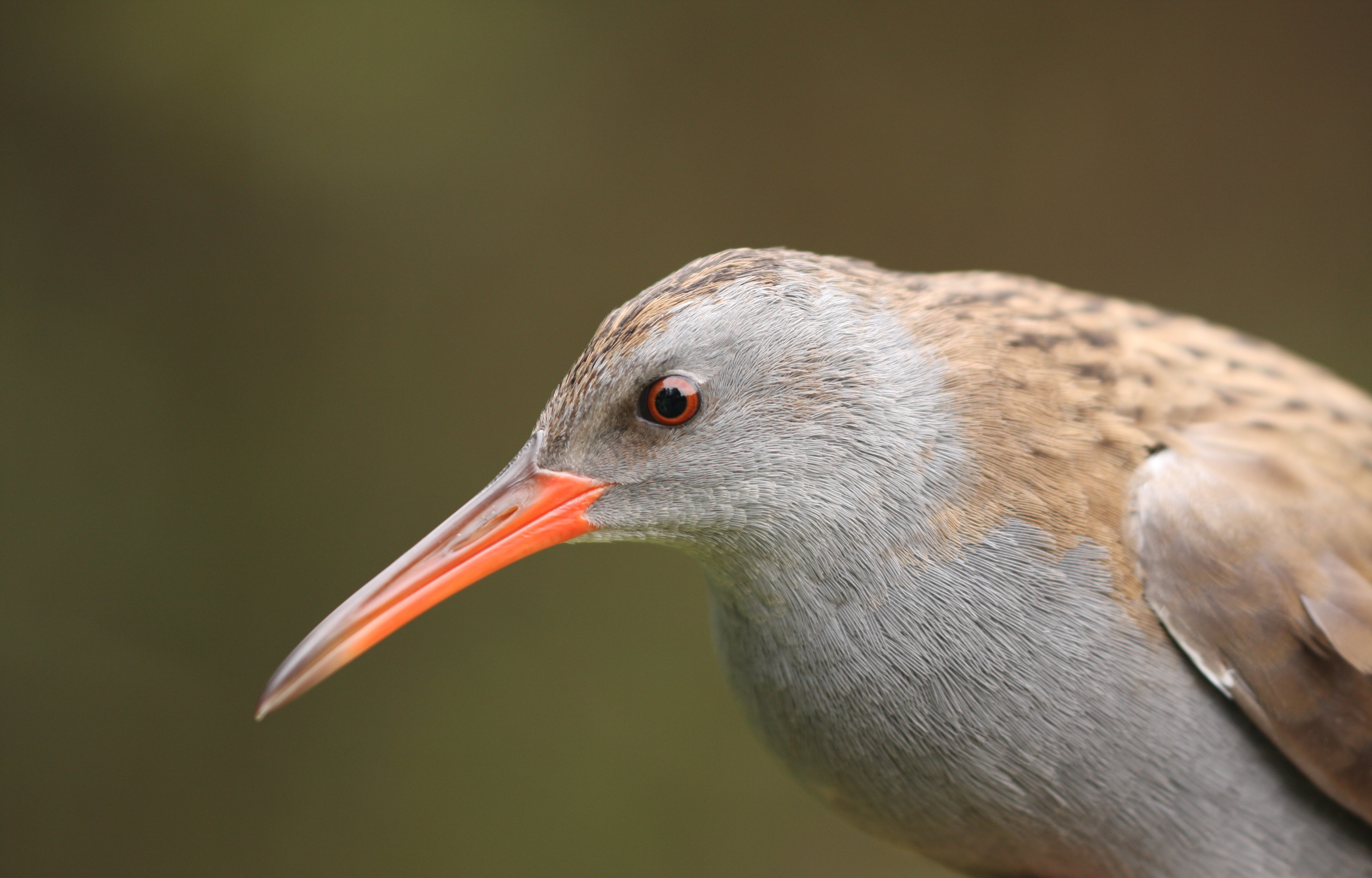
Tête d'un individu de la sous-espèce type, R. a. aquaticus.

L'adulte est un oiseau de taille moyenne, mesurant de 23 à 28 cm de long pour une envergure de 38 à 45 cm. Les mâles pèsent généralement entre 88 et 190 g et les femelles, plus légères, entre 74 et 138 g.
Les parties supérieures de la tête à la queue sont brun-olive avec des raies noires, notamment sur les épaules. Les côtés de la tête et les parties inférieures en dessous de la poitrine sont gris ardoise,, à l'exception d'une marque noire entre le bec et l'œil. La poitrine est brunâtre, les flancs sont barrés de blanc et de noir et le dessous de la queue est blanc avec quelques raies noires. Le long bec et l'iris sont rouges, et les pattes sont rosées. Il n'y a pas de dimorphisme sexuel très marqué, : la femelle est légèrement plus petite et a un bec plus effilé, mais il est impossible de déterminer le sexe avec exactitude par de simples mesures. Les mâles adultes ont des raies noires particulièrement bien marquées sous la queue. Les individus adultes mâles et femelles sont facilement identifiables grâce à ces marques, qui sont uniques et caractéristiques de chaque individu. Certains ornithologues pensent que ces rayures noires sous la queue sont un compromis entre le blanc uni adopté par certains oiseaux grégaires vivant dans l'eau pour se signaler à leurs congénères, comme la poule d'eau, et la nécessité de ne pas se faire remarquer trop facilement. Les jeunes ont une couronne noirâtre et leur gorge et leur menton sont blancs. Les parties inférieures sont chamoisées ou blanches avec des raies plus sombres, et les flancs sont marqués de brun et de chamoisé. Le dessous de la queue est chamoisé, et l'œil, le bec et les pattes sont d'une couleur plus terne que chez l'adulte. Les oisillons duveteux sont entièrement noirs, à l'exception de leur bec principalement blanc. Après la reproduction, le râle mue, et ne peut donc plus voler durant environ trois semaines,.

### Espèces similaires
Le Râle d'eau peut facilement se distinguer des autres râles qui vivent dans les roselières grâce à ses rayures blanches et noires sous la queue et son bec rouge, qui est légèrement plus long que le reste de la tête de l'oiseau, et légèrement incurvé vers le bas. Le Râle à joues brunes (Rallus indicus), qui vit de la Sibérie au Japon et était autrefois considéré comme conspécifique du Râle d'eau, est légèrement plus petit et diffère également par ses parties supérieures plus claires, ses parties inférieures teintées de brun et le trait brun passant sur l'œil. Le Râle strié (Gallirallus striatus), qui lui ressemble beaucoup, a un bec plus robuste, une couronne couleur noix et des points blancs sur ses parties supérieures. Les Râles d'eau jeunes et les adultes ayant juste mué présentent une teinte chamoisée sous la queue, comme la Marouette ponctuée (Porzana porzana), espèce plus petite, mais le plumage de cette dernière espèce est marqué de points blancs, et la marouette a un bec plus court et jaunâtre. D'une manière générale, le Râle d'eau se distingue des marouettes par son long bec rouge. La Marouette poussin (P. parva) et la Marouette de Baillon (P. pusilla) sont nettement plus petites et ont des sous-caudales plus foncées. L'aire de répartition du Râle d'eau ne chevauche pas celle des autres râles du genre Rallus, et les individus erratiques qui s'aventurent de l'autre côté de l'Atlantique peuvent se distinguer de leurs homologues américains par l'absence de coloration rousse ou noix sur les ailes. Le Râle bleuâtre (Rallus caerulescens), plus grand, a quant à lui des parties supérieures non rayées et des pattes d'un rouge plus vif.

## Écologie et comportement
Ce râle est une espèce discrète qui reste dissimulée dans la végétation le plus clair de son temps, rendant difficile son observation dans son habitat de prédilection. Il a un corps aplati latéralement qui lui permet de se faufiler dans une végétation dense, et il ne bouge plus lorsqu'il est surpris hors de son abri herbacé. Il marche en levant haut les pattes, mais se tapit dès qu'il cherche à s'abriter. Il nage quand cela est nécessaire, avec les mouvements saccadés typiques des râles, et vole sur de courtes distances, pas très haut au-dessus des roseaux et en laissant pendre ses pattes. Bien que son vol paraisse peu efficace, l'oiseau peut parcourir de longues distances au cours de ses migrations nocturnes, durant desquelles il est parfois victime de collisions avec des lampadaires ou des lignes électriques. Des oiseaux bagués en Angleterre ont ainsi été retrouvés jusqu'en Pologne, en République tchèque et en Suède.
Cette espèce est territoriale et défend l'espace qu'elle occupe pendant la période de reproduction, mais également durant l'hiver. Les oiseaux peuvent se battre, notamment en période de reproduction, chargeant l'intrus avec le cou dressé. Les deux membres d'un couple peuvent parfois attaquer en même temps pour protéger leur nid. Durant l'hiver, les plus gros mâles dominent, mais les agressions sont moins courantes et les animaux cherchent plutôt à intimider l'intrus, en se tenant bien dressés, en secouant la tête et en menaçant avec leur bec.

### Cri

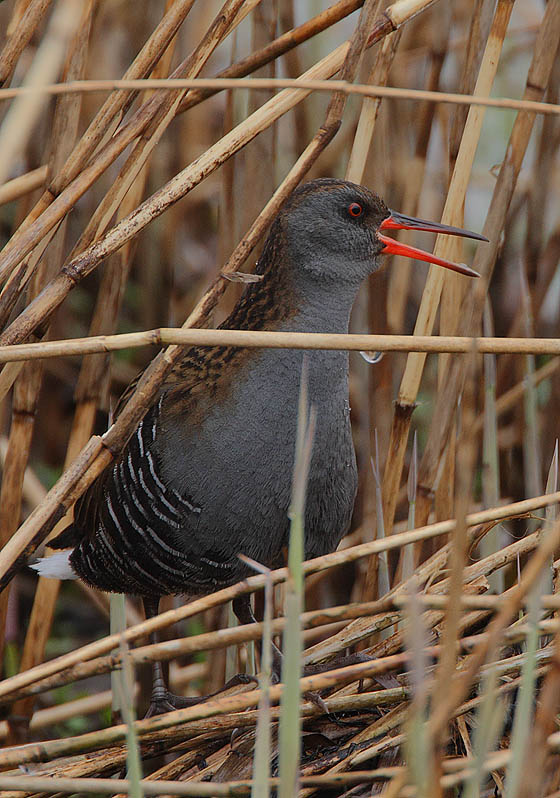
Un Râle d'eau criant parmi les roseaux.

Le Râle d'eau est une espèce que l'on peut entendre tout au long de l'année. Le cri consiste en une série de grognements suivis d'un couinement en kruîh rappelant celui d'un porcelet, et se termine par de nouveaux grognements. Il est utilisé comme cri d'alerte ou pour prévenir de sa présence sur un territoire. On entend principalement ce chant à l'aube ou au crépuscule. Les râles indiquent également leur présence par des séries de ick ick ick espacés, des pitt ou des tick. Les membres d'un couple peuvent émettre ce couinement à tour de rôle, le mâle ayant des notes plus basses et plus lentes que sa partenaire. Le chant utilisé lors de la cour par les mâles comme les femelles est un tjick tjick tjik tjuirrrr qui finit souvent par un trille de la femelle. Le mâle peut chanter pendant des heures. Lorsqu'il est en vol, il émet un sifflement aigu, et d'autres sons comme un craquement répété lorsqu'il indique un emplacement pour le nid à la femelle. Les deux parents émettent un ronronnement quand ils sont au nid avec leurs petits. Les râles chantent plus facilement quand ils sont bien installés dans un territoire et au début de la saison de reproduction. La femelle appelle ses oisillons par un douc-douc-douc, tandis que ceux-ci répondent en gazouillant doucement au début, mais acquièrent rapidement un cri de type tick-tick-trik.
Quand les ornithologues diffusent le cri enregistré de la Rousserolle effarvatte (Acrocephalus scirpaceus) la nuit pour attirer des animaux de cette espèce, ils attirent également des Râles d'eau et d'autres oiseaux de zones humides, qui semblent reconnaître le cri de cette espèce et l'associer à la présence d'une zone humide où s'installer.

### Alimentation

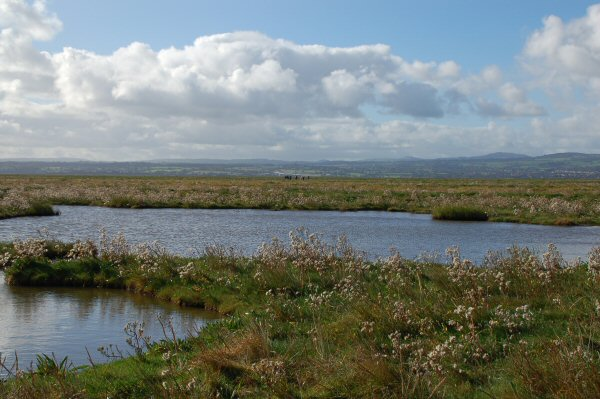
Les marais de Parkgate, dans le Cheshire, peuvent accueillir des centaines de Râles d'eau l'hiver.

Le Râle d'eau est omnivore, mais préfère les proies animales. Celles-ci incluent des sangsues, des vers de terre, des gastéropodes, de petits crustacés, des araignées, et une grande variété d'insectes terrestres et aquatiques et leurs larves. De petits vertébrés comme des amphibiens, des poissons, des oiseaux ou des mammifères peuvent être consommés occasionnellement. Les vertébrés sont empalés avec le bec de l'animal qui brise ainsi la colonne vertébrale de sa proie. Il peut se nourrir également de cadavres d'autres oiseaux. Le râle consomme des végétaux en automne et en hiver principalement, et son régime inclut des bourgeons, des graines, des fleurs, des pousses de plantes aquatiques, des baies et des fruits,. Les jeunes râles sont principalement nourris d'insectes et d'araignées.
Le Râle d'eau trouve sa nourriture au sol ou dans la boue, et il la rince alors dans l'eau avant de la consommer. Après une pluie, il lui arrive de sonder le sol à la recherche de vers de terre. Il peut plonger la tête dans l'eau jusqu'au dos pour attraper sa proie. Il se nourrit dans des milieux plus ouverts quand le froid l'y oblige, et Edmund Meade-Waldo a décrit une fois sept râles se nourrissant dans un pré. En dépit de sa nature discrète, ce râle peut facilement être élevé en captivité, où il est nourri de viande et de vers de terre. Un individu a même été dressé à sauter pour attraper des vers suspendus à une canne à pêche.
Le Râle d'eau suit des trajets bien définis lorsqu'il est en quête de nourriture, et revient fréquemment dans les meilleurs coins de chasse. Opportuniste, il est capable de sauter pour attraper des insectes sur les plantes, de grimper pour trouver des baies ou de déloger des pommes qu'il pourra manger au sol,. Il tue de petits oiseaux en les empalant ou en les noyant, notamment si ces derniers ont une capacité à fuir limitée. Ainsi on l'a déjà observé tuant un Verdier d'Europe (Chloris chloris) et une Caille peinte (Excalfactoria chinensis) dans un parc ornithologique, ainsi que des petits oiseaux piégés dans des filets. Il s'attaque aussi aux nids d'autres espèces nichant dans les roseaux comme la Rousserolle turdoïde (Acrocephalus arundinaceus). Le Râle d'eau peut défendre son territoire de chasse l'hiver, bien qu'il soit plus restreint qu'en période de reproduction, avec des animaux situés à moins de 10 m les uns des autres, ce qui permet à certains sites d'accueillir des centaines d'oiseaux. Son comportement agressif en dehors de la période de reproduction peut le conduire à attaquer d'autres rallidés comme la Marouette ponctuée (Porzana porzana) ou la Marouette de Baillon (P. pusilla).

### Reproduction

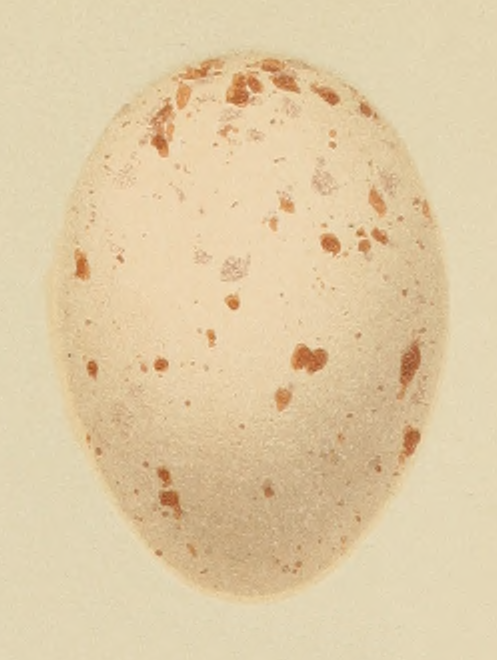
Dessin d'un œuf.

Le Râle d'eau est monogame et très territorial durant la reproduction. Les couples se forment dès l'arrivée des animaux sur le site de nidification, ou peut-être même avant la migration de printemps. Dans de grands marécages avec de bonnes conditions de vie, les oiseaux peuvent nicher entre 20 et 50 m les uns des autres. Les territoires sont de taille variable, mais ils font souvent autour de 300 m2. Le couple fait sa parade nuptiale et émet des cris durant toute la saison de reproduction. Le mâle choisit l'emplacement du nid, qu'il montre à la femelle en se tenant à cet endroit avec les plumes du dos dressées, la queue déployée et le bec pointé verticalement vers le bas. Cette posture est accompagnée d'un puissant cri. Avant de s'accoupler, il déploie ses ailes et sa queue, et touche sa poitrine avec son bec. Le mâle nourrit la femelle durant la parade nuptiale, et durant la période d'incubation : elle quitte alors momentanément le nid pour aller s'exposer devant lui, l'appelant doucement, marchant autour de lui, frottant son bec contre lui et faisant de petites courses dans sa direction.
Le nid est construit à partir de la végétation dont l'oiseau dispose à proximité, et il est bâti principalement par le mâle, généralement en un seul jour. Il est construit à au moins 15 cm au-dessus du niveau de l'eau, et peut parfois être bâti sur un amas de racines, une souche ou un support du même type. Il peut être construit plus haut si les eaux commencent à monter. Le nid fait 13 à 16 cm de diamètre environ et 7 cm de haut. Il est bien caché et le râle s'en approche précautionneusement via d'étroites pistes,,.
Une ponte comprend généralement entre 6 et 11 œufs,,, mais est plus réduite au Cachemire, à 1 500 m d'altitude, avec seulement 5 à 8 œufs. Les dates de pontes varient suivant les régions, de fin mars dans l'Ouest de l'Europe et en Afrique du Nord à fin mai dans le Cachemire et juin en Islande. La taille de la ponte est en moyenne légèrement plus petite en tout début de saison de reproduction, ou en fin de celle-ci. La saison de reproduction peut être allongée par le remplacement d'une ponte perdue ou par une seconde ponte. Les œufs sont lisses, légèrement brillants et de forme ovale. Leur couleur varie du blanc au rosé, avec des taches brun-rougeâtre principalement situées dans la partie la plus large. Les petites taches peuvent parfois en former une seule grosse. La taille des œufs varie suivant les sous-espèces. Chez la sous-espèce type, leur taille moyenne est de 36 mm de long pour 26 mm de large. Ils pèsent environ 13 g, dont 7 % sont constitués par la coquille.
Les deux parents couvent alternativement les œufs, bien que la femelle y consacre plus de temps que le mâle. Les œufs éclosent après 19 à 22 jours d'incubation,, avec une réussite d'au moins 87 %, et les jeunes quittent le nid 20 à 30 jours plus tard,. Tandis qu'un des deux parents couve, le second part chercher de la nourriture et ravitaille son compagnon, puis les oisillons. Ceux-ci sont capables de rechercher leur nourriture par eux-mêmes après seulement cinq jours. Après avoir quitté le nid, les jeunes se débrouillent par eux-mêmes. Ils doivent attendre l'âge de sept à neuf semaines pour être capables de voler. Si un nid a été découvert par un prédateur, la femelle peut déplacer les oisillons ou les œufs à un autre endroit. Les œufs sont alors transportés dans son bec, et les jeunes oisillons peuvent être transportés sous les ailes de l'adulte. Les oiseaux en train de couver restent sur le nid sans bouger même s'ils sont approchés de près, ou attaquent l'intrus, voire feignent d'être blessés pour le distraire. Le Râle d'eau peut se reproduire dès l'âge d'un an, et élève généralement par la suite deux nichées par saison.
En moyenne, un Râle d'eau ayant quitté le nid vit 17 à 20 mois, avec un pourcentage de survie qui ne dépasse pas 50 % durant ses trois premières années de vie, et parfois supérieur par la suite. L'âge maximum jamais enregistré pour cet oiseau est de huit ans et dix mois,.

### Prédateurs et parasites

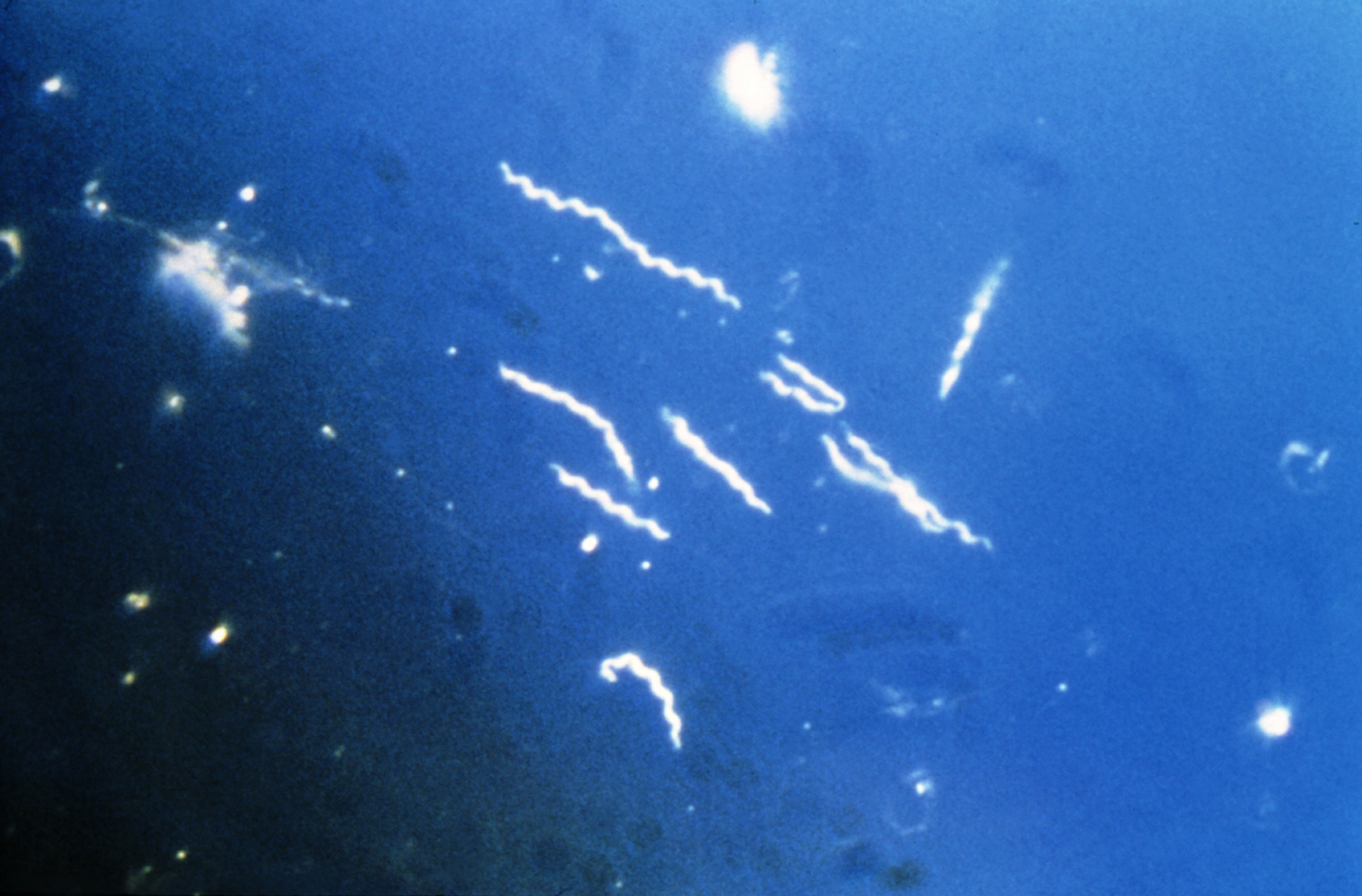
Spirochètes de l'espèce Borrelia burgdorferi vus au microscope. Les râles peuvent être infectés par cette bactérie, qui peut par la suite être transmise à l'Homme via les tiques et causer la maladie de Lyme.

Parmi les prédateurs du Râle d'eau, on compte un grand nombre de mammifères et de grands oiseaux. Le Vison d'Amérique (Neovison vison) est en partie responsable de l'extinction de la population islandaise et les chats et les chiens sont couramment observés s'en prenant à l'espèce. Localement, la Loutre d'Europe (Lutra lutra) mange des râles et d'autres oiseaux des marais. Le Butor étoilé (Botaurus stellaris), un autre résident des roselières, consomme des râles, tout comme le Héron cendré (Ardea cinerea). Les Râles d'eau sont particulièrement vulnérables au héron qui peut s'introduire dans les roselières lorsque l'eau est haute. Les busards qui chassent dans les marais sont également des prédateurs de l'espèce, mais moins fréquemment. Le Râle d'eau est parfois aussi victime de la Chouette hulotte, du Hibou des marais, du Hibou grand-duc, de l'Aigle criard, du Faucon crécerelle et du Faucon pèlerin.
Les parasites du Râle d'eau comprennent les anoploures Rallicola cuspidatus et Incidifrons ralli,, la tique Ixodes frontalis et l'hippoboscidé Ornithomyia avicularia. Trois poux, Fulicoffula rallina, Pseudomenopon scopulacorne et Rallicola cuspidatus, ont été découverts sur des cadavres de Râle d'eau en 2005 sur les îles Féroé, alors que ces espèces n'avaient jamais été répertoriées sur cet archipel précédemment. Trois espèces d'acariens des plumes au moins s'abritent dans son plumage. Le Râle d'eau peut être touché par la grippe aviaire, et la bactérie Borrelia burgdorferi, transportée par les tiques, qui cause chez l'homme la maladie de Lyme.

## Aire de répartition et habitat

### Aire de répartition

Carte de répartition du Râle d'eau :
Zones de reproduction
Résident annuel
Zones d'hivernage

#### Aire au sein de laquelle l'espèce se reproduit
Le Râle d'eau se reproduit dans une vaste zone comprenant toute la partie tempérée de l'Eurasie, depuis l'Islande et les îles Britanniques jusqu'à la Sibérie, la Corée, la Chine et le Nord du Japon. Il est ponctuellement présent dans les habitats qui lui conviennent en Afrique du Nord, en Arabie saoudite et en Turquie. On connaît assez mal sa répartition exacte en Asie, et elle pourrait être plus étendue que ce que l'on pense aujourd'hui. Cette espèce peut occasionnellement devenir erratique et s'aventurer loin de son aire de répartition, et on a retrouvé des Râles d'eau aux Açores, à Madère, en Mauritanie, dans l'Arctique, au Groenland, en Malaisie et au Viêt Nam.
La population islandaise du Râle d'eau, R. a. hibernans, s'est éteinte vers 1965, du fait de la disparition de son habitat à la suite du drainage des zones humides, et de la prédation exercée par le Vison d'Amérique, une espèce introduite,. Avant son extinction complète, quelques oiseaux persistaient tout au long de l'année sur l'île, profitant des sources d'eau chaude engendrées par le fort volcanisme pour passer les mois d'hiver ; d'autres ont été observés dans les îles Féroé, en Irlande, ainsi que de passage dans les Hébrides, montrant qu'il lui arrivait parfois de migrer.

#### Migrations
Le Râle d'eau est un migrant occasionnel. Ainsi, la sous-espèce nominale, R. a. aquaticus, vit aujourd'hui dans les parties au climat le plus doux de son aire de répartition, mais il lui arrive de migrer vers le sud en cas d'hiver trop rigoureux. Cette population hiverne ainsi sur son aire de reproduction, mais également en Afrique du Nord, au Moyen-Orient et dans la région de la mer Caspienne. La période la plus adaptée aux migrations se situe entre septembre et octobre, tandis que la plupart des oiseaux retournent dans leur aire de reproduction en mars et début avril. Un spécimen de la sous-espèce type collecté par Richard Meinertzhagen dans le Baloutchistan, région d'Asie située entre l'Iran et l'Afghanistan, est d'origine douteuse. R. a. korejewi est un autre migrant occasionnel, une partie de la population hivernant en Irak et dans l'Est de l'Arabie saoudite et à l'est jusqu'au Pakistan et au Nord de l'Inde.

### Habitat

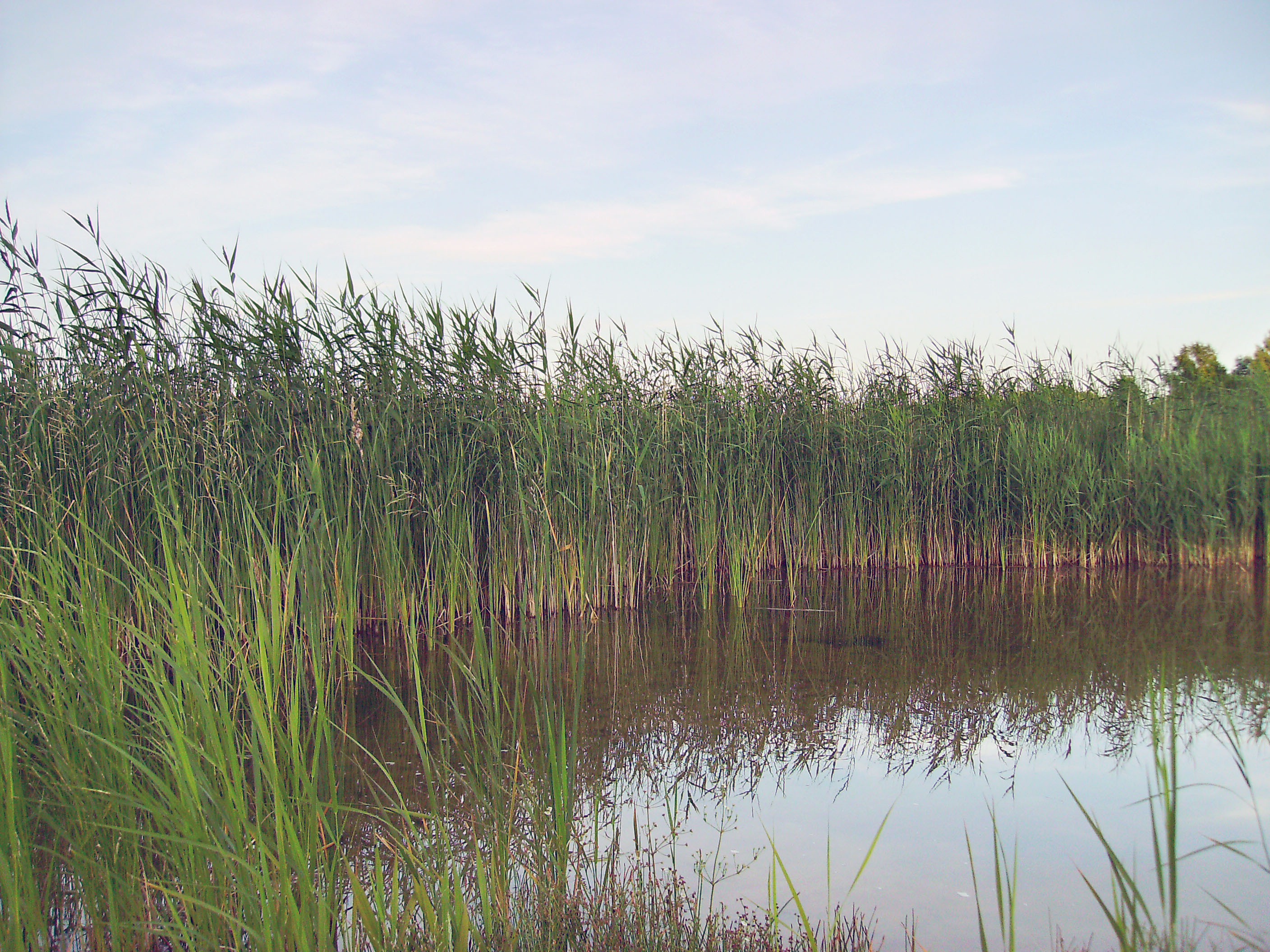
Le roseau constitue un habitat important pour le Râle d'eau, pour la reproduction et pour passer l'hiver.

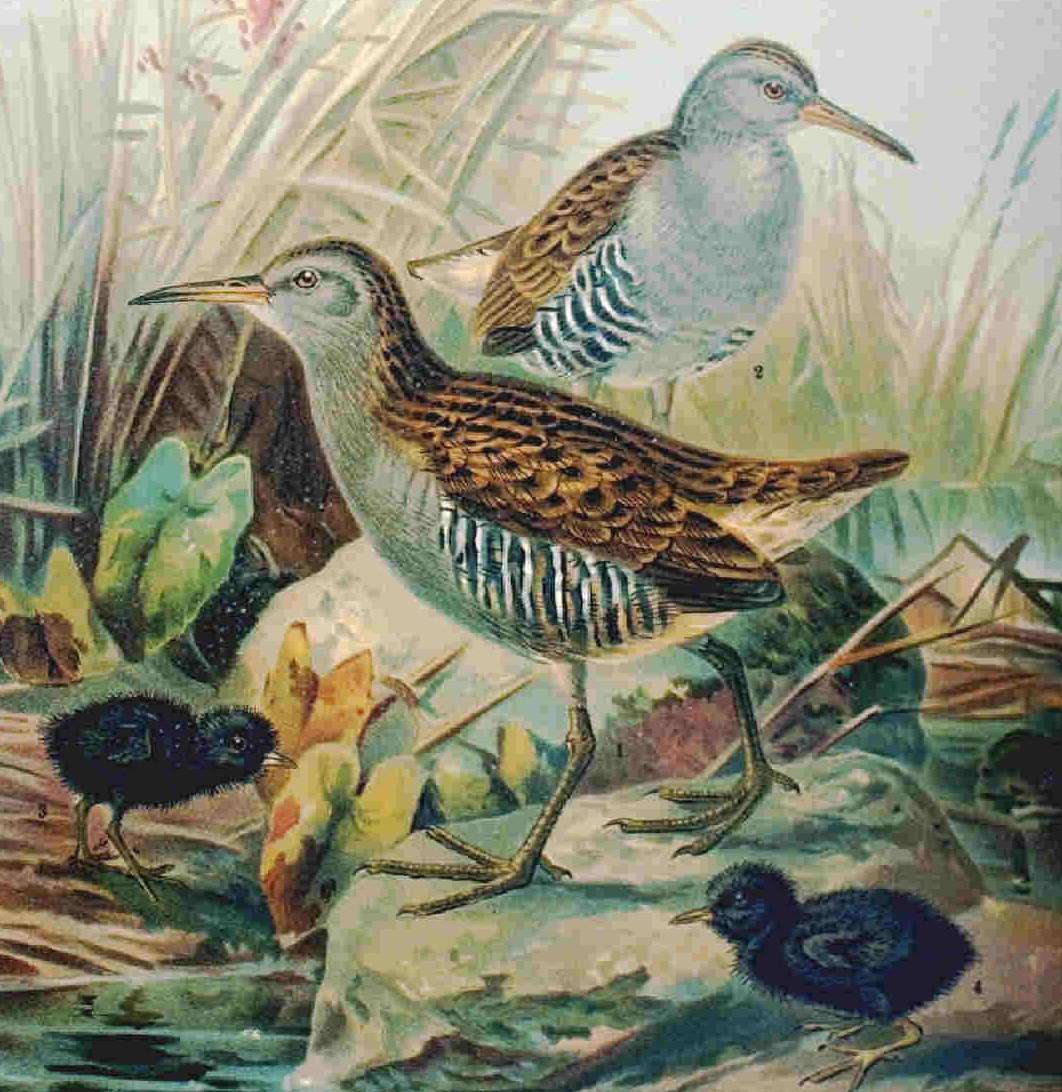
Les oisillons noirs et duveteux peuvent commencer à se nourrir par eux-mêmes seulement quelques jours après l'éclosion.

Il se reproduit dans des zones humides aux eaux stagnantes, avec une végétation haute et dense, comprenant des espèces comme le roseau, les massettes, les iris, les rubaniers ou les carex. Le long des côtes, le Juncus maritimus est courant dans les marais salants, et les carex et les rubaniers dominent dans les marais moins salés. Une étude menée aux Pays-Bas et en Espagne a montré que le Juncus maritimus offre un meilleur abri que les autres plantes maritimes. Le nid est bâti à partir des plantes dont l'oiseau dispose. Lorsqu'elle est présente, la marisque offre un très bon habitat pour la reproduction, du fait de sa grande taille et de sa forte densité elle abrite parfaitement le nid des râles. L'habitat qu'ils affectionnent le plus est toutefois sans aucun doute la roselière de Phragmites, avec les plantes baignant dans une eau profonde de 5 à 30 cm, des aires boueuses assurant un approvisionnement en nourriture et une bonne diversité d'invertébrés. S'ils disposent de saules ou de buissons à proximité, ils sont d'autant plus à l'aise que dans une vaste étendue uniforme. En plus des marais d'eau douce ou d'eau salée, cet oiseau peut s'installer dans des carrières de gravier ou d'argile, ou dans des tourbières, à condition que le couvert végétal soit suffisant. On peut le trouver dans des rizières ou sur des îles de végétation flottant sur l'eau, et on le rencontre au Cachemire dans des plantations de canne à sucre inondées. Bien qu'il s'agisse d'une espèce de plaine, le Râle d'eau peut vivre à une altitude atteignant 1 240 m dans les Alpes et 2 000 m en Arménie.
Une étude finlandaise a montré que le facteur qui influait le plus sur la distribution du Râle d'eau était l'existence de couvert végétal haut et dense, ainsi que, dans une moindre mesure, la présence de marécages. Toutefois, certains facteurs comme la température, les précipitations, la longueur du rivage ou la présence de tourbières, très importants pour d'autres oiseaux de marais, n'influent pas directement sur le Râle d'eau. Les zones présentant la plus grande densité de Râles d'eau en Finlande sont par ailleurs celles qui comptent le plus grand nombre de trois autres espèces considérées comme menacées : la Rousserolle turdoïde (Acrocephalus arundinaceus), le Butor étoilé (Botaurus stellaris) et le Busard des roseaux (Circus aeruginosus). La limite septentrionale de son aire de reproduction semble déterminée par la transition entre les marais riches en nutriments et les eaux plus pauvres et plus acides, qui conviennent moins bien au roseau et laissent leur place à des végétaux moins hauts comme la Potentille des marais (Comarum palustre), qui ne convient pas à ce râle. Une étude italienne a montré que les oiseaux vivant dans les roselières avaient besoin d'une surface minimum pour vivre, et que cette surface était d'un hectare pour le Râle d'eau.
Lorsqu'il migre et durant l'hiver, il peut utiliser une plus grande variété d'habitats, comme des fourrés inondés ou des fougères. Lorsqu'il gèle, les oiseaux peuvent être contraints à choisir des habitats plus ouverts comme des fossés, des jardins ou des décharges, ou même à rester sur la glace. Une étude galloise a conclu que les territoires hivernaux des animaux se chevauchaient parfois, chacun d'entre eux utilisant une proportion importante de la roselière. Après qu'un site est déserté pour cause de gelée, les oiseaux reviennent à leur zone d'origine. Ainsi une densité de 14 oiseaux par hectare a été observée. En Islande, les sources chaudes d'origine géothermique permettent aux râles de passer l'hiver. Ils peuvent rejoindre les ruisseaux par des tunnels sous la neige. Quand ils ne s'alimentent pas, ils s'abritent dans des trous et des crevasses formés dans la lave solidifiée.

## Taxinomie et systématique
Les râles forment une famille d'oiseaux comprenant près de 150 espèces. Bien que ce groupe soit d'origine très ancienne, une grande majorité des espèces et les formes les plus primitives se rencontrent dans l'ancien monde, d'où cette famille est vraisemblablement originaire. Toutefois, le genre Rallus, le groupe des espèces au long bec vivant dans les roselières auquel appartient le Râle d'eau, semble s'être développé dans le Nouveau Monde. Ces membres de l'ancien monde que sont le Râle d'eau, le Râle bleuâtre (Rallus caerulescens) et le Râle de Madagascar (Rallus madagascariensis) semblent avoir évolué à partir d'oiseaux ayant traversé l'Atlantique. La génétique suggère que le Râle d'eau est, au sein des Rallus', le plus apparenté aux râles Gallirallus du Pacifique et est à la base de ce groupe.
Le Râle d'eau a été décrit pour la première fois par Carl von Linné dans son ouvrage Systema Naturae en 1758, sous son nom scientifique actuel, Rallus aquaticus. Son nom scientifique signifie en latin « Râle d'eau », nom vernaculaire utilisé pour désigner l'espèce.

### Fossiles
Le plus vieux fossile connu de Râle d'eau est constitué d'os retrouvés dans les Carpates et datant du Pliocène (il y a 5,3 à 1,8 million d'années). À la fin du Pléistocène, deux millions d'années plus tard, les traces fossilisées suggèrent que le Râle d'eau était présent dans une aire plus étendue que celle qu'il occupe aujourd'hui. On a notamment retrouvé une trentaine de fossiles de cette espèce en Bulgarie, et d'autres à travers le Sud de l'Europe, et en Chine. On a retrouvé sur l'île d'Ibiza les traces fossilisées d'une espèce de râle aujourd'hui disparue, Rallus eivissensis, qui était plus petit mais plus robuste que le Râle d'eau, et avait probablement de moins bonnes aptitudes à voler. Durant le quaternaire, l'île ne présentait pas de mammifères terrestres, et cette espèce de râle descendait vraisemblablement de son homologue continental, le Râle d'eau. Il s'éteignit à peu près au moment où l'homme arriva sur l'île, entre 16 700 et 5 300 ans av. J.-C.. Le Râle d'eau, lui, est actuellement un oiseau rare à Ibiza.

### Sous-espèces

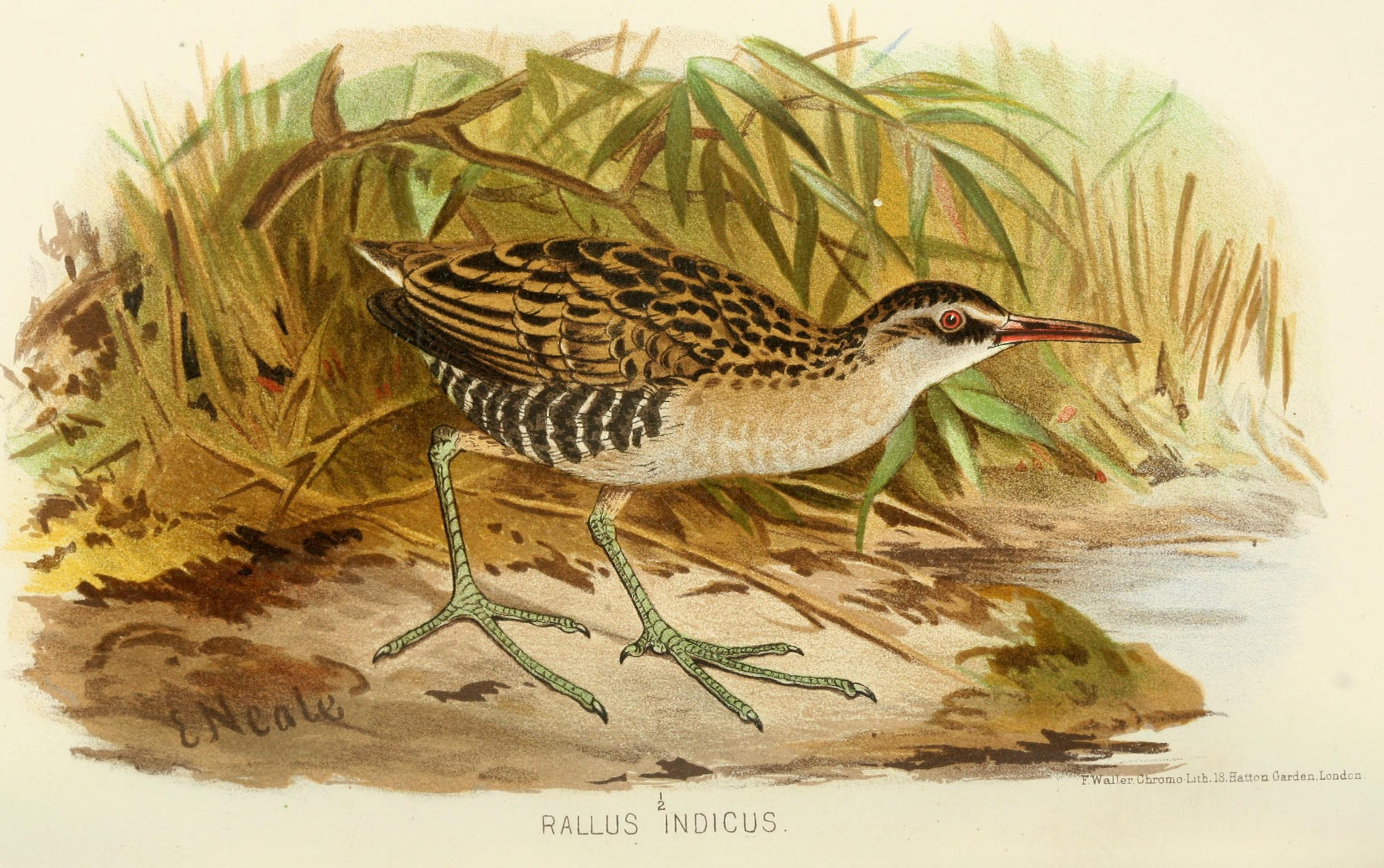
Le Râle à joues brunes, considéré jusqu'à récemment comme une sous-espèce du Râle d'eau. Cette illustration de 1880 présente une couleur erronée pour les pattes.

On reconnaît trois sous-espèces, dont une est aujourd'hui éteinte, et qui se distinguent facilement les unes des autres :
- R. a. aquaticus (Linnaeus, 1758) — C'est la sous-espèce type. On la trouve en Europe, en Afrique du Nord, en Turquie, dans l'Ouest de l'Asie jusqu'à la mer Caspienne et l'Ouest du Kazakhstan, et dans une petite bande à l'Est de la Sibérie[6] ;
- † R. a. hibernans (Salomonsen, 1931) — Cette sous-espèce, aujourd'hui éteinte, vivait en Islande ; elle avait des parties supérieures d'un brun plus chaud que la sous-espèce type. Les barres sur les flancs étaient marron foncé et non noires, et le bec était un peu plus court. Le gris des parties inférieures pouvait prendre une teinte légèrement brune[6] ;
- R. a. korejewi (Zarudny, 1905) (comprenant les formes deserticolor, tsaidamensis et arjanicus) — Sud de l'Asie centrale, dans une zone allant du Sud et de l'Est de l'Iran à l'Ouest de la Chine. Elle est légèrement plus imposante que la sous-espèce type, avec des parties supérieures d'un brun plus pâle. Elle a un léger trait blanc sur l'œil[6],[11].

Le Râle à joues brunes (R. indicus, Blyth, 1849), a longtemps été considéré comme une sous-espèce du Râle d'eau. Cette espèce se reproduit dans le Nord de la Mongolie, l'Est de la Sibérie, le Nord-Est de la Chine, la Corée et le Nord du Japon. Elle a été considérée dans un premier temps comme une espèce à part, comme dans la première édition de Fauna of British India parue en 1898, mais a ensuite été reléguée au rang de sous-espèce par Edward Charles Stuart Baker dans la seconde édition de 1929. Son statut est revu, et il est à nouveau considéré comme une espèce distincte, le « Râle d'eau oriental », R. indicus, par Pamela Rasmussen dans son Birds of South Asia de 2005. Rasmussen, experte des oiseaux asiatiques, renomme également les formes occidentales du Râle d'eau,. Sa classification n'a pas été suivie par la majorité des autres ornithologues, mais elle a été reprise dans Birds of Malaysia and Singapore (2010). Une étude de 2010 sur la phylogénie des râles à partir d'analyses moléculaires a montré que R. a. indicus a divergé des autres formes de Râle d'eau il y a environ 534 000 ans. Elle conclut également que les trois autres espèces forment un cline et qu'elles peuvent être toutes trois fondues dans R. a. aquaticus. Cette classification s'impose petit à petit chez les ornithologues. Le Râle à joues brunes diffère du Râle d'eau par ses parties supérieures plus claires, ses parties inférieures teintées de brun et le trait brun passant sur l'œil. Il a un dessus plus sombre que R. a. korejewi, une poitrine plus brune et un trait plus visible sur l'œil. Elle a un cri différent de celui du Râle d'eau, mais son comportement, son nid et ses œufs sont identiques à ceux de cette espèce.

## Menaces et protection

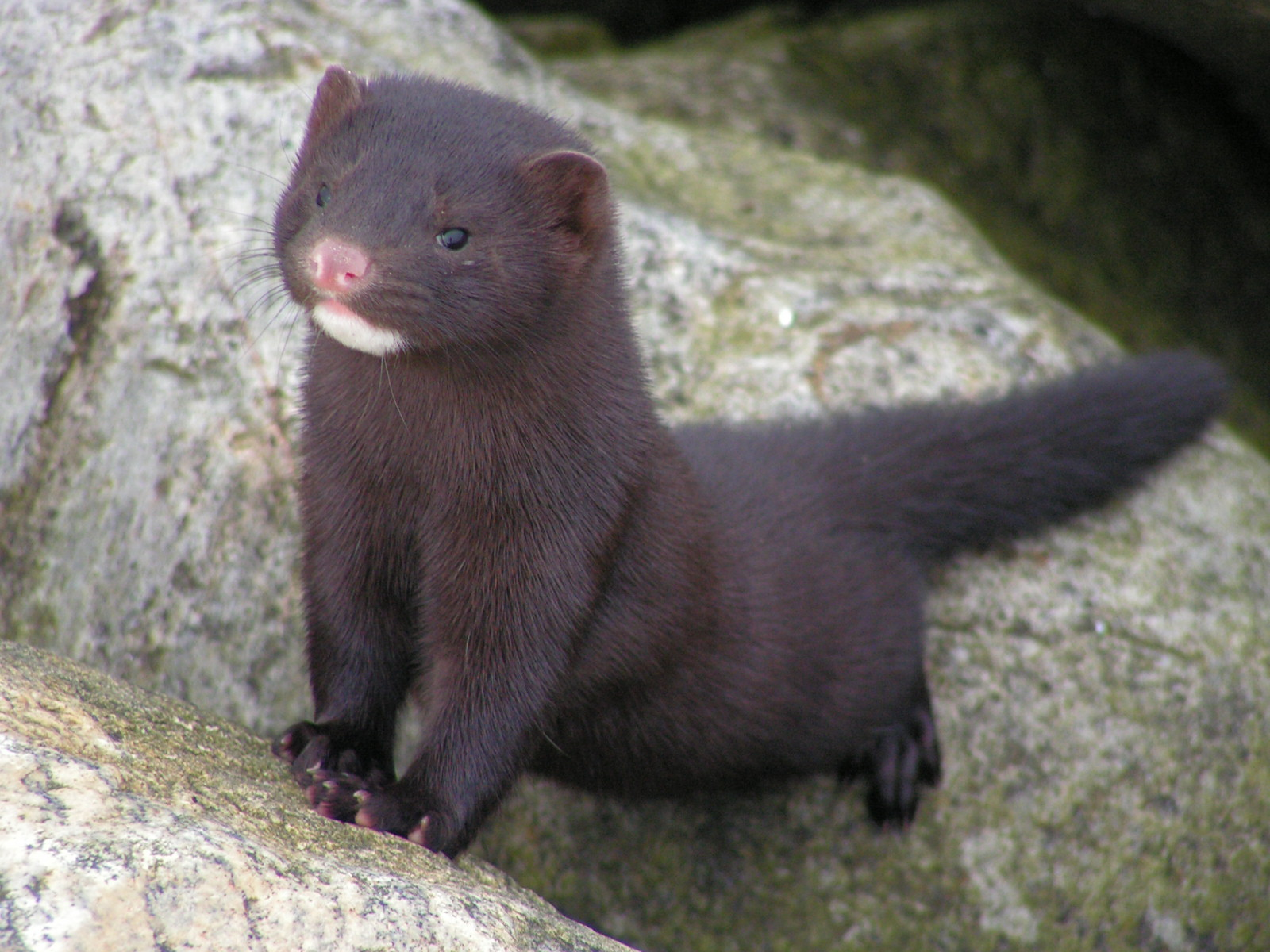
Dans les îles, des prédateurs introduits comme le Vison d'Amérique ont contribué au déclin de la population de râles.

Le Râle d'eau voit sa population globale décliner, mais il garde une très grande population composée de 100 000 à 1 000 000 d'adultes et une très vaste aire de répartition que l'on estime à 15 600 000 km2. C'est pourquoi l'espèce demeure classée comme étant de préoccupation mineure dans la liste rouge de l'UICN. En Europe, où l'on compterait entre 140 000 et 350 000 oiseaux nicheurs, la population est assez stable, malgré quelques fortes chutes des effectifs localement. C'est principalement la disparition de son habitat qui menace l'oiseau sur ce continent. L'aire de répartition du râle et ses effectifs augmentent au Maroc, où on le trouve jusqu'à l'Oued Massa. On sait peu de chose sur l'aire de répartition exacte en Asie, mais on sait que la sous-espèce korejewi se reproduit couramment au Pakistan et dans le Cachemire.
Certains prédateurs introduits menacent l'espèce, surtout dans les populations insulaires, plus vulnérables.
En plus de l'extinction locale de la population islandaise, le vison (introduit pour sa fourrure dont à Lewis en Écosse) est responsable du déclin marqué de la population de Râle d'eau dans les Hébrides, où la loutre était le seul carnivore naturel, et surtout intéressée par le poisson. Il s'est propagé à travers Harris, North Uist et South Uist. Des programmes d'éradication des visons et des furets ont permis au râle de se rétablir dans ces îles y compris à Lewis et Harris, et d'autres projets sont en cours ou à l'étude dans les terres écossaises. Localement, l'habitat du râle peut être affecté par le drainage des marais, la canalisation de cours d'eau et l'urbanisation, ou par la pollution.
Le Râle d'eau est consommé par l'Homme depuis des centaines d'années. Il était apprécié par les Romains, et a été peint sur les murs de Pompéi. Cette consommation s'est poursuivie durant tout le Moyen Âge et jusqu'aux temps modernes,.